# 요코자와 케이코
난바 케이코(일본어: 難波 啓子, 1952년 9월 2일~)는 요코자와 케이코(일본어: よこざわけい子)라는 예명으로 더욱 잘 알려진 일본의 성우이다. 그녀는 《도라에몽》의 도라미, 《에스퍼 마미》의 사쿠라 마미, 《하이카라씨가 간다》의 하나무라 베니오, 그리고 《천공의 성 라퓨타》의 시타 역할로 가장 잘 알려져 있다.

## 필모그래피

### 애니메이션
- 《도라에몽 (1973년 애니메이션)》 (미짱)
- 《엄마 찾아 삼천리》 (후아나 가르시아)
- 《내일로 어택》 (니시 스미에)
- Ashita e Free Kick' (Sumie Nishi)
- 《내일의 죠》 (시오타니 준)
- 《우주소년 아톰》 (1980) (리비앙)
- 《성전사 단바인》 (Silky Mau)
- 《배너의 모험》 (Suu)
- 《블루 시드》 (Yaobikuni)
- 《천공의 성 라퓨타》 (시타)
- Charlotte of the Young Grass (Charlotte)
- Cho Kosoku Galvion (Kei)
- 《시티헌터》 (쿠미)
- 《도카벤》 (아사히나 료코)
- 《드래곤볼》 (1989) (Annin)
- 《에스퍼 마미》 (Mami Sakura)
- 《에스퍼 마미: 밤하늘의 댄싱 도루》 (Mami Sakura)
- 《첼리스트 고슈》 (새끼 쥐, 비올라를 연주하는 여학생)
- 《하이카라씨가 간다》 (하나무라 베니오)
- Hokkyoku no Muushika Miishika (Yuuri)
- 《전설거신 이데온》 (린)
- 《Ippatsu Kanta-kun》 (Itsuko, Motsuko)
- Karuizawa Syndrome (Yukari Kuno)
- 《미샤》 (미샤)
- 《레이디 레이디!!》 (TV & movie) (Misuzu Midorikawa)
- 《레전드 오브 레무니아》 (Lian)
- 《루팡 3세》 (Eri Zadora (ep.103))
- Meiken Jolie (Angelina)
- 《미유키》 (Koharu (ep. 19))
- 《일상》 (Nano's Key (ep. 25))
- 《출동! 러쉬맨》 (소피아)
- 《오바케의 Q 타로》 (0-Jirou)
- 《오바케의 Q 타로 2》 (0-Jirou)
- Oyoneko Boonyan (Uzura Yudeta)
- 《기동경찰 패트레이버》 (Takeo Kumagami)
- 《이상한 나라의 폴》 (니나)
- 《플라스틱 리틀》 (메이)
- 《Seton Doubutsuki: Kuma no Ko Jacky》 (Jill)
- Shin Don Chuck Monogatari (Lala)
- 《호호 아줌마》 (진, 리틀 본, 루우)
- Sue Cat (마리아)
- 《전설거신 이데온: 접촉》 (포르모사 린)
- 《전설거신 이데온: 발동》 (포르모사 린)
- 《더 카보챠 와인》 (에루, 아사오카 나츠미)
- 《닐스의 신기한 여행》 (Mats)
- Three-Eyed One - Prince in the Devile Island (Pandra)
- 《타임 보칸》 시리즈
  - 《타임 보칸》 (Junko (ep.34-36))
  - 《얏타맨》
  - Zenderman
- Tobé! Kujira no Peek (Maira)
- 《시끌별 녀석들》 (Ten's mother)

### 애니메이션: 《도라에몽(1979-2005)
- 《도라에몽》 (1979): (도라미, Fuuko, Michiko Minamoto (1st voice), Mami Sakura, additional roles)[1]
- 《도라에몽 노비타의 공룡》 (1980): (Piisuke)
- 《도라에몽 노비타의 마계대모험》 (1984): (도라미)
- 《도라에몽 노비타의 페러렐 서유기》 (1988): (도라미)
- 《도라미짱 미니도라 SOS!!!》 (1989): (도라미)
- 《도라미짱 아라라♥소년 산적단!》 (1991): (도라미)
- 《도라미짱 헬로 공룡 키즈!!》 (1993): (도라미)
- 《도라미짱 푸른 밀짚 모자》 (1994): (도라미)
- 《2112년 도라에몽 탄생》 (1995): (도라미)
- 《도라미&도라에몽즈 로봇 학교 일곱가지 불가사의!?》 (1996): (도라미)
- 《도라에몽 노비타의 태엽도시 모험기》 (1997): (웃키)
- It's Christmas! Doraemon & Doraemons Super Special (1997): (도라미)
- 《돌아온 도라에몽》 (1998): (도라미)
- 《도라미&도라에몽즈 우주랜드 위기일발!》 (2001): (도라미)

### 비디오 게임
- 《남코 × 캡콤》 (Roll Casket)
- 《록맨 대시》 (Mega Man Legends series) (Roll Casket)

### 더빙 역할

#### 실사 영화
- 《페세이지》 (Leah Bergson (케이 렌즈))[2]
- 《사운드 오브 뮤직》 (Liesl von Trapp (차미언 카))[3]

#### 애니메이션
- 《미키와 콩나무》 (노래하는 하프)[4]
- PB&J Otter (Connie Crane)

### 기타
- 《합신전대 메칸더 로보》 (시키시마 미카)
- 《도라에몽》 (1979년) (주제곡 공연 (ED))
- 《가타피시》(주제곡 공연 (ED))
- The Kabocha Wine (주제곡 공연 (ED2))